# Lac Bryson
Lac Bryson är en sjö i Kanada.   Den ligger i regionen Outaouais och provinsen Québec, i den sydöstra delen av landet, 150 km nordväst om huvudstaden Ottawa. Lac Bryson ligger 264 meter över havet. Arean är 6,8 kvadratkilometer. Den sträcker sig 4,4 kilometer i nord-sydlig riktning, och 3,6 kilometer i öst-västlig riktning.
I omgivningarna runt Lac Bryson växer i huvudsak blandskog. Trakten runt Lac Bryson är nära nog obefolkad, med mindre än två invånare per kvadratkilometer.